# Locomotora de Vapor 230-2085
La Locomotora de vapor 230-2085 "Norte 3101" és una locomotora fabricada per l'empresa Hanomag a Alemanya que es troba conservada actualment al Museu del Ferrocarril de Catalunya, amb el número de registre 00012 d'ençà que va ingressar el 1981, com una donació de la companyia Renfe.

## Història
Aquest model de locomotora alemanya, com la 651, va representar per disseny, potència i velocitat la gran renovació de la tracció vapor a començament del segle xx. Per la seva potència i disposició d'eixos 2-3-0 "Tenwheeler", la companyia Nord els encomanà la tracció dels seus trens ràpids fins a mitjan dècada de 1920, en què foren substituïdes per les "Montaña" 4600. A diferència del model MZA, és de simple expansió, amb només dos cilindres, amb l'objectiu d'aconseguir una locomotora més senzilla i de manteniment més barat, sacrificant en part la brillantor de les prestacions d'una "compound".
Varen circular per les línies principals de Nord i, en temps de RENFE, depengueren dels dipòsits de Selgua, València, Lleida, Salamanca i Tarragona, des d'on realitzaren els seus últims serveis a la línia de Lleida, als anys seixanta.

## Conservació
El seu estat de conservació és dolent. El 1990-91 es va fer una restauració integral de xapa i pintura.	